# 히치콕 (영화)
《히치콕》(영어: Hitchcock)은 2012년 개봉한 미국의 전기 로맨틱 드라마 영화이다.

## 줄거리
1959년 앨프리드 히치콕은 최신작 《북북서로 진로를 돌려라》의 성공에 만족하지만 은퇴를 종용하는 듯한 한 기자의 발언으로 고민한다. 젊은 시절의 예술적 대담성을 되찾고 싶어하는 그는 〈007 카지노 로얄〉의 영화화나 《안네의 일기》 연출 제안을 거절하고, 대신 살인마 에드 긴의 실화를 바탕으로 한 로버트 블록의 공포 소설 〈사이코〉에 매료된다. 이후 영화 속에서 에드 긴은 히치콕의 상상력을 자극하거나 그의 잠재 의식처럼 작용하며 《싸이코》 이야기를 구상하는 데 영향을 준다.
히치콕의 아내이자 영화 제작 협력자인 앨마는 그의 동료들과 마찬가지로 《싸이코》 제작에 시큰둥하지만, 히치콕의 발상에 점차 동조하게 되면서 영화 초반에 여주인공을 죽이는 혁신적인 이야기 구성을 제안한다. 파라마운트 픽처스 경영진들이 좀처럼 설득되지 않자 히치콕은 개인 자금으로 영화를 제작하기로 하고, 〈앨프리드 히치콕 프리젠츠〉 텔레비전 제작팀을 활용해 영화를 촬영하게 된다.
제작 과정의 압박과 히치콕의 호색한 성향에 앨마는 염증을 느끼고, 그녀는 히치콕 몰래 작가 친구 휫필드 쿡과 함께 각본 작업을 한다. 히치콕은 이 사실을 알게 되자 앨마가 불륜을 저지르고 있다고 의심하고, 그의 불안은 《싸이코》 작업에 영향을 미친다. 히치콕이 과로로 쓰러진 뒤 앨마가 잠시 대신 영화 제작을 맡아 탐정의 사망 순간이 담긴 복잡한 장면을 성공적으로 촬영한다. 후에 히치콕이 실제로 불륜을 했는지 여부를 묻자 앨마는 화를 내며 부인한다.
히치콕은 비라 마일스가 자신의 계획대로 그레이스 켈리 다음 가는 스타가 되지 못한 것에 실망감을 표출하지만, 마일스는 가정생활에 만족한다고 말한다. 히치콕의 《싸이코》 편집본을 본 영화사 간부들의 반응은 좋지 않다. 한편 앨마는 휫필드가 다른 젊은 여성과 잠자리를 가진 것을 알게 된다. 히치콕과 앨마는 화해하고, 함께 영화 편집 개선 작업에 착수한다. 앨마는 샤워 장면에서 버나드 허먼의 날카로운 현악기 음악을 사용할 것을 제안한다.
미국 영화 협회의 검열 문제도 해결한 히치콕은 영화사에서 《싸이코》를 단 두 극장에서만 개봉할 예정이라는 걸 알게 되자 대중의 흥미를 유발하기 위해 상영이 시작된 후에는 관객 입장을 금지하는 등 특별 지침을 마련한다. 영화 개봉 날 히치콕은 처음엔 영사실에서 관객 반응을 살피고, 후에는 로비로 나가 샤워 장면을 기다리고 있다가 관객들의 비명 소리에 맞춰 칼을 휘두르는 손짓을 한다. 영화는 열광적인 반응을 얻는다.
히치콕은 앨마의 도움에 공개적으로 감사를 표하며 부부의 사랑과 동반자 관계를 재확인한다. 그는 관객을 향해 《싸이코》가 그의 경력에서 절정을 장식했으며 다음 작품을 구상 중이라고 말한다. 곧 히치콕의 어깨 위에 까마귀가 내려앉고, 이는 그의 차기작 《새》를 암시한다.
마지막 인터타이틀은 히치콕이 《싸이코》 이후 영화 6편을 더 감독했지만, 《싸이코》 의 상업적 성공을 능가하는 영화는 없었다고 알린다. 또한 그가 아카데미상을 받지는 못했지만 1979년 미국 영화 연구소 평생 공로상을 수상했으며, 이 상을 앨마와 나누고 싶다는 소감을 밝혔다고 언급한다.

## 출연진
- 앤서니 홉킨스 - 앨프리드 히치콕 역
- 헬렌 미렌 - 앨마 러빌 역
- 스칼릿 조핸슨 - 재닛 리 역
- 토니 콜렛 - 페기 로버트슨 역
- 대니 휴스턴 - 휫필드 쿡 역
- 제시카 빌 - 비라 마일스 역
- 마이클 스툴바그 - 루 와서먼 역
- 제임스 다시 - 앤서니 퍼킨스 역
- 마이클 윈콧 - 에드 긴 역
- 커트우드 스미스 - 제프리 셜록 역
- 리처드 포트노 - 바니 밸러밴 역
- 랠프 마치오 - 조지프 스터파노 역
- 월리스 랭엄 - 솔 배스 역
- 폴 섀크먼 - 버나드 허먼 역
- 리처드 채슬러 - 마틴 볼섬 역
- 조시 요 - 존 개빈 역
- 주디스 호그
- 커리 그레이엄
- 프랭크 콜리슨

## 기타 제작진
- 미술: 주디 베커
- 분장: 줄리 휴잇